# Lisstjärnen, Gästrikland
Lisstjärnen är en sjö i Ockelbo kommun i Gästrikland och ingår i Hamrångeåns huvudavrinningsområde. Sjön har en area på 0,17 kvadratkilometer och ligger 140,1 meter över havet. Sjön avvattnas av vattendraget Döljebrobäcken.

## Delavrinningsområde
Lisstjärnen ingår i det delavrinningsområde (676523-154674) som SMHI kallar för Utloppet av Lisstjärnen. Medelhöjden är 147 meter över havet och ytan är 0,57 kvadratkilometer. Det finns ett avrinningsområde uppströms, och räknas det in blir den ackumulerade arean 3,78 kvadratkilometer. Döljebrobäcken som avvattnar avrinningsområdet har biflödesordning 2, vilket innebär att vattnet flödar genom totalt 2 vattendrag innan det når havet efter 43 kilometer. Avrinningsområdet består mestadels av skog (70 procent). Avrinningsområdet har 0,17 kvadratkilometer vattenytor vilket ger det en sjöprocent på 29,5 procent.